# Charlotte Frogner

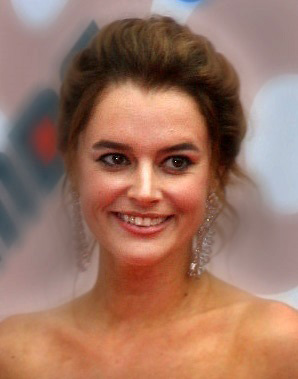
Charlotte Frogner, 2009

Charlotte Frogner (* 4. September 1981) ist eine norwegische Theater- und Filmschauspielerin.

## Leben
Frogner wuchs in Mo, einem Ort in der Gemeinde Aurskog-Høland, auf. In ihrer Jugend beschäftigte sie sich stärker mit Gesang, sie entschied sich jedoch nach ihrem Schulabschluss, 2001 eine Ausbildung an der Teaterhøgskolen (heute Teil der Kunsthochschule Oslo) zu beginnen. Darauf folgte ein festes Engagement am Osloer Theater Det Norske Teatret. Neben ihren dortigen Auftritten begann sie in Fernseh- und Filmproduktionen mitzuwirken. So übernahm sie etwa Rollen in Dead Snow (2009) und dessen Nachfolgefilm Dead Snow: Red vs. Dead (2014). Bei den Seoul International Drama Awards wurde sie im September 2009 für ihre Darstellung der Maria Blix in der Fernsehserie Hvaler als beste Schauspielerin ausgezeichnet. Von 2013 bis 2023 übernahm sie die Rolle der Celine Kopperud in der norwegischen Serie Side om side. Im Jahr 2023 wurde sie Dritte in der Musikshow Maskorama.
Als Theaterschauspielerin spielte sie seit 2004 unter anderem Rollen in Stücken wie Piaf (2004), Jesus Christ Superstar (2009), Peer Gynt (2018) und Bienes historie (2020). Des Weiteren arbeitet sie auch als Synchronsprecherin für Kinderfilme.

## Filmografie (Auswahl)
- 2007: 5 løgner
- 2008–2010: Hvaler (Fernsehserie, 24 Folgen)
- 2009: Dead Snow
- 2013–2023: Side om side (Fernsehserie, 67 Folgen)
- 2014: Dag (Fernsehserie, 2 Folgen)
- 2014: Dead Snow: Red vs. Dead
- 2014: Det tredje øyet (Fernsehserie, 10 Folgen)
- 2022: Olsenbanden – Siste skrik!
- 2023: Kutoppen – På sporet
- 2023: Dummedag (Fernsehserie, 10 Folgen)
- 2023: City of Tigers
- 2025: Kaptein Sabeltann og Grevinnen av Gral